# Gabriel Crăciunescu
Gabriel Crăciunescu (n. ?) este un arheolog român, a activat în cadrul Muzeului Regiunii Porțile de Fier din Drobeta Turnu Severin. A condus foarte multe șantiere arheologice în județul Mehedinți fiind un mare specialist al Epocii Bronzului in România și în particular în cea ce privește Cultura Verbicioara. Santierele coordonate de acesta în special cele de la Orevița Mare sau Rogova au fost puncte de pornire in cercetarea arheologică pentru o noua generație de studenți.

## Dintre lucrarile publicate
- Gabriel Crăciunescu - Cultura Verbicioara în județul Mehedinți, în DROBETA, VII, 1996, p.35-48
- Gabriel Crăciunescu - L’Age du Bronze moyen et final au nord du Danube, à l’E des Portes de Fer, în Die Kulturen des Bronzezeit in dem Gebiet des Eisernen Tores, Bukarest, 1998, p.115-138
- Gabriel Crăciunescu - Contribution à l’etude de la culture Verbicioara. La station archéologique de Rogova (dép. de Mehedinți), Thraco-Dacica.
- Gabriel Crăciunescu - Cultura Verbicioara la Rogova, jud. Mehedinți, Drobeta, X, 2000, p. 9-64
- Gabriel Crăciunescu - Rit și ritual funerar în cadrul culturii Verbicioara, în Tibiscum 10 (2000), p. 263-268.
- Gabriel Crăciunescu - Descoperiri Basarabi în localitatea Rogova, jud. Mehedinți, în Banatica 16  (2003, 1), p. 273-286.
- Gabriel Crăciunescu - Cultura Verbicioara în jumătatea vestică a Olteniei. Craiova 2004